# Joseph Emonds
Laurenz Joseph Emonds (* 15. November 1898 in Erkelenz-Terheeg; † 7. Februar 1975 in Euskirchen-Kirchheim) war ein katholischer Priester, Pazifist, Widerstandskämpfer gegen den Nationalsozialismus und Judenhelfer.

## Leben

### Jugend
Joseph Emonds stammte aus einer bäuerlichen Familie. Seine Eltern waren Peter Anton Emonds und Gertrud Peters, er war der älteste von drei Brüdern. Joseph Emonds besuchte zunächst das Progymnasium im nahegelegenen Erkelenz. In seiner Klasse (Untersekunda) waren unter den 19 Schülern drei jüdische Mitschüler; Adolph Weinberg aus Erkelenz, Walther Gottschalk und Ludwig Lichtenstein aus Geilenkirchen. Der hochbegabte Joseph Emonds gab Nachhilfe, um seine Schulzeit zu finanzieren. Ab 1915 besuchte er das Gymnasium in Mönchengladbach, um hier das Abitur zu machen. Ab 1917 musste er als Soldat am Ersten Weltkrieg teilnehmen, er wurde an der Westfront eingesetzt. Nach Kriegsende war er lebenslang Pazifist, er lehnte die christliche Begründung eines gerechten Krieges ab.
Im Zuge der Novemberrevolution von 1918 bildete sich in Erkelenz ein Arbeiter- und Soldatenrat sowie ein Bauernrat, in den Joseph Emonds als Vertreter der Bauernschaft gewählt wurde.

### Priesterseminar
Joseph Emonds studierte ab 1918 in Bonn katholische Theologie, währenddessen wohnte er im Collegium Leoninum. Er trat in das Bensberger Priesterseminar der Erzdiözese Köln ein und wurde am 13. August 1922 im Kölner Dom von Karl Joseph Kardinal Schulte zum Priester geweiht.

### Kaplan
Erste Einsatzorte waren als Kaplan an Herz-Jesu in Aachen (1922–1924) und als Vikar in Dormagen (1924–1926), wo er auch geistlicher Kurator am Krankenhaus war. Er lernte die soziale Not der unteren Bevölkerungsschichten kennen. Sein Engagement vor allem für die Arbeiterschaft stieß bei den kirchlichen Oberen nicht unbedingt auf Wohlwollen, weswegen er 1926 für zwei Jahre nach St. Peter in Köln-Ehrenfeld versetzt wurde. Dort knüpfte er Kontakte zu dem Religionsphilosophen Romano Guardini. Er betreute eine Quickborn-Gruppe. Er soll Kontakt zu einer Gruppe kritischer Jugendlicher gehabt haben, die später als Ehrenfelder Gruppe der Edelweißpiraten bekannt wurde.
Die Folgezeit sah ihn für zehn Jahre als Kaplan (Vikar (?) ) in St. Laurentius Essen-Steele, wo er sich unter anderem als Bezirkspräses der Katholischen Gesellenvereine (seit Oktober 1933 Kolpingsfamilien) für die Großstadt Essen mit dem Untergang der Weimarer Republik und dem Beginn der nationalsozialistischen Diktatur auseinandersetzen musste. Ein frühzeitiges Engagement für Juden, Sozialdemokraten und Kommunisten, für die er Unterlagen und Pässe besorgte und geheime Grenzübergänge koordinierte, erwarb ihm eine besondere Vertrauensstellung bei vielen Flüchtlingen, brachte ihm aber gleichzeitig die besondere Aufmerksamkeit der staatlichen Sicherheitsbehörden ein. Seit 1933 stand er unter Beobachtung der Gestapo, die am 31. Januar 1935 nachträglich eine Personenakte über ihn anlegte, denn spätestens seit April 1934 versuchten die Dienststellen mehrfach vergeblich, ihn wegen „staatsabträglicher“ Äußerungen in Predigt und Gespräch zu belangen, galt er doch als „staatsfeindlich eingestellt“ und als „fanatischer Gegner der Bewegung“.

### Pfarrer in Kirchheim
Wegen zunehmender Gefährdung seiner Person wurde Emonds 1938 als Pfarrer in die Eifel in die Kirchengemeinde St. Martinus in Kirchheim bei Euskirchen versetzt. Dort weniger unter Beobachtung als in der Großstadt konnte er sich noch stärker für verfolgte Menschen einsetzen. Durch gute Kontakte zu einem ehemaligen Kommilitonen aus dem Priesterseminar, der mittlerweile als SS-Angehöriger in der Staatspolizeileitstelle Düsseldorf tätig war, wurde er von dort regelmäßig mit chiffrierten Listen über katholische Geistliche, Angehörige sogenannter Mischehen und Juden versorgt, die für den Abtransport in ein Konzentrationslager vorgesehen waren. Dadurch war es ihm möglich, viele Menschen vor Verhaftung und Verschleppung zu bewahren.
Joseph Emonds hat einer Gruppe angehört, die Juden versteckte. 1960 sprach er in einem WDR-Film von einem Ring von Menschen aus der Jugendbewegung. Geleitet wurde die Gruppe von Gräfin Maria Elisabeth zu Stolberg (1912–1944). Als sie bei einem Bombenangriff in Düren ums Leben kam, habe Joseph Emonds die Organisation übernommen.
Selbst als im Dezember 1944 für einige Zeit ein kleiner Stab der Waffen-SS in seinem Haus untergebracht war, verbarg er das Ehepaar Barz aus Düsseldorf auf dem Dachboden seines Pfarrhauses und versorgte es mit Lebensmitteln aus dem Bestand der SS-Offiziere. Der Maler Mathias Barz war mit der jüdischen Schauspielerin Hilde geborene Stein
verheiratet. Zuvor waren sie bei dem Künstler Otto Pankok und seiner Frau Hulda Pankok in Pesch bei Nettersheim versteckt gewesen. Unterstützt wurde der Pfarrer von seiner verschwiegenen Haushälterin Anna Schürkes (1883–1971). Sie stammte aus Etgenbusch bei Erkelenz und hatte ihm schon in Essen den Haushalt geführt.

### Dechant
Joseph Emonds war nach dem Zweiten Weltkrieg als Pazifist der westdeutschen Friedensbewegung verbunden. Er lehnte die Wiederbewaffnung ab und unterhielt deshalb Kontakte zu deren führenden Persönlichkeiten. Er war befreundet mit Gustav Heinemann, Klara Marie Faßbinder und Christa Thomas. Der Künstler Heinrich Seepolt aus Kirchheim fertigte auf Anregung von Joseph Emonds den Holzschnitt Ego miles Christi St. Martinus an, ein Bildnis, das in der Friedensbewegung der 50er Jahre verwandt wurde. 1956 gehörte er zu den Gründungs-Herausgebern der Blätter für deutsche und internationale Politik.
Von 1944 bis 1975 war Emonds Dechant des Dekanates Bad Münstereifel; 1974 wurde ihm der Titel Päpstlicher Ehrenkaplan verliehen. Ein Jahr später verstarb er. Joseph Emonds fand seine letzte Ruhe auf der Priestergrabstätte des Erkelenzer Friedhofes an der Roermonder Straße.

## Gedenken und Ehrungen
- In Kuchenheim wurde 1984 eine Hauptschule in Joseph Emonds Schule umbenannt. 2014 wurde sie aus demographischen Gründen aufgelöst.
- In Delhoven, Stadt Dormagen wurden 2008 in einem Neubaugebiet die Straßen nach Personen aus den Widerstand benannt. Eine Straße erhielt den Namen Joseph Emonds Weg.
- In Erkelenz wurde 2013 ein neuer Straßenzug am Schulring neben dem Erkelenzer Friedhof mit dem Namen Joseph-Emonds-Hof versehen. Am 31. Januar 2015 wurde im Beisein der Familie Emonds das Straßenschild in einer kleinen Zeremonie feierlich enthüllt. Anschließend wurde seine Grabstätte aufgesucht.[8]
- In Kirchheim wurde am 22. März 2015 eine Gedenktafel am alten Pfarrhaus angebracht. Vorher hatte ein katholischer Gottesdienst in der Kirche St. Martinus zum Thema Mut zum Widerstand stattgefunden, zu dem sich Teilnehmer aller neun Pfarreien des Seelsorgebereiches Euskirchen-Erftmühlenbach nach einer Sternwanderung eingefunden hatten. Zum Abschluss fand im Pfarrheim ein Vortrag über den Judenretter und Pazifisten statt.[9]
- In Kirchheim erhielt am 30. April 2016 eine Straße den Namen Dechant-Joseph-Emonds-Weg. Die Straße liegt in unmittelbarer Nähe zur Pfarrkirche St. Martinus und gegenüber dem ehemaligen Pfarrhaus. Der Weg führt zum katholischen Kindergarten, Pfarrbücherei und -jugendheim.[10]

### Yad Vashem
- Die Gedenkstätte Yad Vashem in Jerusalem gab im August 2013 bekannt, dass sie Joseph Emonds und dem Ehepaar Pankok den Ehrentitel Gerechter unter den Völkern zuerkannt habe.[11] Am 15. Dezember 2014 fand die offizielle Ehrung durch den Botschafter des Staates Israel in Deutschland, Yakov Hadas-Handelsman, im Plenarsaal des Kammergerichtes Berlin statt. Abgeschlossen wurde die Zeremonie mit einem Vortag von Jan Philipp Reemtsma über „Zivilcourage damals und heute“.[12]

### Erinnerungsort Alter Schlachthof
- Im Februar 2016 wurde auf dem Campus der Hochschule Düsseldorf, dem ehemaligen Deportationsort Schlacht- und Viehhof Düsseldorf der Erinnerungsort Alter Schlachthof eröffnet. Die Gedenkstätte erinnert auch in Text und Bild an Joseph Emonds.

## Schriften
- Heimat und Erde. Friedrich Pustet, Regensburg 1936, 1938.
- Glaube und Symbol. Friedrich Pustet, Regensburg 1936.
- Kühnheit des Herzens, Die heilige Theresia von Lisieux. Schneider, Heidelberg 1949.

## Filme
- Das ZDF sendete den Film Der 20. Juli von Alf Werner Apel am 20. Juli 1961 in der Reihe Prisma des Westens.[13] Der Film wurde vom WDR am 20. Juli 1964 unter dem Titel Von der Gestapo gejagt wiederholt. Die Ehepaare Barz und Pankok sowie Joseph Emonds schildern in der Dokumentation die Ereignisse von 1944.
- Ein „Gerechter“ aus Euskirchen, WDR-Lokalzeit aus Bonn vom 18. September 2013
- Joseph Emonds – ein stiller Held, WDR-Lokalzeit aus Aachen vom 27. Januar 2015